# Crypthelia
Crypthelia is een geslacht van neteldieren uit de familie van de Stylasteridae.

## Soorten
- Crypthelia affinis Moseley, 1879
- Crypthelia balia Hickson & England, 1905
- Crypthelia boucheti Cairns, 2015
- Crypthelia cassiculata Cairns, 2015
- Crypthelia clausa Broch, 1947
- Crypthelia crassa Cairns, 2015
- Crypthelia crenata Cairns, 2015
- Crypthelia cryptotrema Zibrowius, 1981
- Crypthelia curvata Cairns, 1991
- Crypthelia cymas Cairns, 1986
- Crypthelia dactylopoma Cairns, 1986
- Crypthelia defensa Cairns, 2015
- Crypthelia deforgesi Cairns, 2015
- Crypthelia eueides Cairns, 1986
- Crypthelia floridana Cairns, 1986
- Crypthelia formosa Cairns, 1983
- Crypthelia fragilis Cairns, 1983
- Crypthelia gigantea Fisher, 1938
- Crypthelia glebulenta Cairns, 1986
- Crypthelia glossopoma Cairns, 1986
- Crypthelia insolita Cairns, 1986
- Crypthelia japonica (Milne Edwards & Haime, 1849)
- Crypthelia jenniferae Cairns, 2015
- Crypthelia lacunosa Cairns, 1986
- Crypthelia laevigata Cairns, 2015
- Crypthelia medioatlantica Zibrowius & Cairns, 1992
- Crypthelia micropoma Cairns, 1985
- Crypthelia modesta Cairns, 2015
- Crypthelia papillosa Cairns, 1986
- Crypthelia parapolypoma Cairns, 2015
- Crypthelia peircei Pourtalès, 1867
- Crypthelia peteri Cairns, 2015
- Crypthelia platypoma (Hickson & England, 1905)
- Crypthelia polypoma Cairns, 1991
- Crypthelia pudica Milne Edwards & Haime, 1849
- Crypthelia ramosa (Hickson & England, 1905)
- Crypthelia reticulata Cairns, 2015
- Crypthelia robusta Cairns, 1991
- Crypthelia sinuosa Cairns, 2015
- Crypthelia spiralis Cairns, 2015
- Crypthelia stenopoma (Hickson & England, 1905)
- Crypthelia studeri Cairns, 1991
- Crypthelia tenuiseptata Cairns, 1986
- Crypthelia trophostega Fisher, 1938
- Crypthelia variegata Cairns, 2015
- Crypthelia vascomarquesi Zibrowius & Cairns, 1992
- Crypthelia vetusta Wells, 1977 †
- Crypthelia viridis Cairns, 2015